# S.H. Finne-Grønn
Stian Herlofsen (S.H.) Finne-Grønn (født 31. august 1869 i Risør, død 1. november 1953 i Oslo) var en norsk jurist, arkivar, genealog og museumsdirektør. Han arbejdede på Rigsarkivet, var direktør for Oslo Bymuseum 1920–1950, kommunearkivar i Christiania/Oslo 1917–1939 og var også statsarkivar i nogle perioder. Han skrev mange genealogiske bøger og artikler og var en af grundlæggerne af moderne videnskabelig slægtsforskning i Norge. Han grundlagde og redigerede (sammen med Erik Andreas Thomle og Christopher Morgenstierne Munthe) Norsk Personalhistorisk Tidsskrift og var medgrundlægger og første formand for Norsk Slektshistorisk Forening 1926-1929.
Han modtog i 1903 Kong Oscar IIs medalje til belønning for fortjenstlig virksomhed og blev ridder 1. klasse af St. Olavs Orden i 1945 for sit arbejde som genealog. Han var æresmedlem af Norsk Slektshistorisk Forening (fra 1942) og æresmedlem af Genealogiska Samfundet i Finland (fra 1942).

## Bøger
- Familien Tostrup fra Lister (1897)
- Arendals geistlighed: dens genealogi og personalhistorie (1897)
- Abel, den store mathematikers slegt (1899)
- Slegten Klaveness af Sandeherred i 300 aar (1902)
- Toldembedsmænd i Risør (1904)
- Legatfamilien Steenshorn: samt nogle oplysninger om den christianssandske familie Fordahl (1908)
- Elverum: en bygdebeskrivelse. Gaardhistorie med ættetavler (1909)
- Den Mecklenburgsk-uradelige æt v. Ditten (1911)
- Slegten Platou i Norge og Danmark (1912)
- Familien Thaulow (1914)
- Slegten Eyde af Arendal: genealogisk-personalhistoriske meddelelser (1916)
- Den vestlandske slegt Sundt: genealogisk-personalhistoriske meddelelser (1916)
- Slegten Michelet: genealogisk-personalhistoriske meddelelser, med vaabentegninger, facsimiler og portrætter (1919)
- Slegten Kiønig: kortfattede slegtshistoriske Meddelelser med Portrætter og Prospekter (1921)
- Christiania borgerbok 1698-1799 (1921)
- Slegten Sverdrup: kortfattede genealogiske-personalhistoriske oplysninger med prospekter og portrætter (1923)
- Familierne Treschow og Wiel: deres indbyrdes forbindelse og de første generationer (1925)
- Familien Lieungh: genealogisk-personalhistoriske oplysninger (1925)
- Norges prokuratorer, sakførere og advokater 1660-1905: biografiske oplysninger (1926–1940)
- Legatslegten Broch: fortegnelse over samtlige adgangsberettigede til professor Ole Jacob Brochs familielegat samt genealogiske oplysningerom slegten forøvrig (1927)
- Familien Abelsted: en gren av Christiania-slegten Leuch (1933)
- En østlandsk slekt Riis: sorenskriver i Aker Lauritz Boyesens efterslekt samt borgermester Sivert Strøms familie (1935)
- Ætten von Koss (1938)
- Slekten Hansson: personalhistoriske oplysninger (1939)
- Slekten Lasson: genealogisk-personalhistoriske oplysninger (1939)
- Slekten Prydz: genealogiske oplysninger (1942)
- Slekten Paus: dens oprindelse og 4 første generasjoner (1943)
- Slekten Bødtker (1943)
- Diplomatarium ringnesiense: 21 diplomer fra aarene 1325 til 1636 vedkommende Ringnes i Krødsherad (1944)
- Magister Jacob Jacobsen Wolf, rektor i Oslo 1584-1594: hans 4 hustruer og nærmeste efterslekt (1945)